# وارث (مجموعه تلویزیونی)
وارث یک مجموعه تلویزیونی محصول سال ۱۳۸۲ به کارگردانی کاظم بلوچی، نویسندگی فریدون فرهودی و تهیه‌کنندگی حسین صابری می‌باشد که در محرم ۱۳۸۲ از شبکه یک پخش شد. این مجموعه در ۱۳ قسمت تهیه شد.
داستان شخصی به نام آقاجان را دنبال می‌کند که متولی یک تکیه است. آقاجان سال‌های درازی است که از دو امانت مهم یعنی خنجر جواهرنشان و کتاب با ارزشی نگهداری می‌کند که از پدر همسرش به وی ارث رسیده‌است. شبی پیرمردی در رؤیا به سراغ او می‌آید و از او می‌خواهد تا آن امانت‌ها را به وارث اصلی آنها بازگرداند. آقاجان تصمیم می‌گیرد خنجر و کتاب را به ناصر، خواهرزاده‌اش بسپارد.

## بازیگران
- منوچهر آذر در نقش آقاجان
- محمود پاک‌نیت در نقش مهران فرزند آقاجان صاحب یک انتشاراتی
- شراره دولت‌آبادی در نقش همسر مهران
- جلیل فرجاد
- رحیم نوروزی
- اسدالله منجزی
- الهام پاوه‌نژاد
- الیکا عبدالرزاقی
- پروین میکده
- جمال کامران
- حبیب ثامنیه
- حسین چنگی
- حسین لطیفی
- رضا نیکبخت
- سعید نورالهی
- سعیده عرب
- سیاوش طهمورث
- سیدجلال طباطبایی
- شهربانو موسوی
- صادق توکلی
- علی قربانزاده
- فرید کشن فلاح
- کریم اکبری مبارکه
- گیلدا حمیدی
- محمدعلی ورشوچی
- محمد یگانه
- مهرداد پاک‌نیت
- ناصر فخری
- نسرین خسروانی
- یگانه بلوچی